# بيدرو (لاعب كرة قدم مواليد 1984)
بيدرو سانتا سيسيليا غارسيا (بالإسبانية: Pedro Santa Cecilia) (مواليد 10 مارس 1984 في خيخون - إسبانيا) لاعب كرة قدم إسباني معتزل. كان يلعب في مركز الجناح الأيمن.

## روابط خارجية
- بيدرو سانتا سيسيليا غارسيا على موقع قاعدة بيانات كرة القدم.إي يو (الإنجليزية)
- بيدرو سانتا سيسيليا غارسيا على موقع Soccerway.com (الإنجليزية)
- بيدرو سانتا سيسيليا غارسيا على موقع عالم كرة القدم.نت (الإنجليزية)